# Stanisław Orzechowski
Stanisław Orzechowski armoiries Oksza (né en 1513 à Przemyśl et mort en 1566 à Żurawica) est un prêtre catholique, canoniste, écrivain et historien polonais. Idéologue de la démocratie nobiliaire, humaniste de Renaissance opposé au célibat des prêtres, il est l'auteur de nombreux traités politiques et religieux engagés.

## Biographie
Fils du greffier de Przemyśl, Stanisław Orzechowski d'Orzechowce, et de Jadwiga née Baraniecka de Barańczyce, la fille d'un prêtre orthodoxe, Stanisław Orzechowski est probablement apparenté à Mikołaj Rej. Destiné au clergé dès son plus jeune âge, il s'instruit d'abord à l'Académie de Cracovie (1526 -1528) puis à l'étranger. Dans les années 1528-1540, il visite les universités de Vienne, Wittenberg, Leipzig, Padoue, Bologne, Venise et Rome. En Italie, il se lie d'amitié avec Marcin Kromer. En 1541, il est ordonné prêtre et devient curé de Żurawica et de Pobiednik.
Orzechowski rallie le camp des opposants à la politique du roi Zygmunt August qui cherche à renforcer le pouvoir royal au détriment de la noblesse. Il sympathise avec les protestants. Surnommé pour son grande éloquence le Démosthène polonais, Orzechowski est un écrivain et orateur politique très populaire de son vivant. En 1543, il prononce, puis publie en latin et en polonais, son célèbre discours De bello adversus Turcas suscipiendo...ad equites Polonos Oratio dans lequel il appelle à la croisade contre la Turquie.
Stanisław Orzechowski est principalement connu pour ses opinions sur la discipline ecclésiastique et pour sa lutte contre le célibat des prêtres qui crée beaucoup de confusion au sein de l'église catholique romaine polonaise au XVIe siècle. En 1547, dans l'œuvre De lege coelibatus, il s'oppose publiquement à l’interdiction de mariage des prêtres et, en accord avec ses convictions, il exprime son désir de se marier afin d'assurer la continuité de sa famille. Il est condamné pour ses propos par un tribunal de l'église, mais le verdict est ensuite annulé par la Diète polonaise de 1550.
En 1551, il épouse Magdalena Chełmska et soutient le calvinisme, alors très populaire en Petite-Pologne. Le mariage entraîne la suspension immédiate et l'interdiction de la prêtrise, ainsi qu'une condamnation au conseil régional de Wisznia Sądowa par Jan Dziaduski, l'évêque de Przemyśl. Le soutien massif de la noblesse à la Diète de 1552 lui épargne l'excommunication. En 1561, le cas du prêtre Orzechowski fait l'objet du synode de Varmie, qui décide de renvoyer l'affaire directement au pape Pie IV. Le pape innocente Orzechowski de l'accusation d'hérésie, mais laisse la question de la validité de son mariage ouverte. Elle devait être soumise à la décision du concile de Trente. Cependant, le Conseil n'a jamais examiné ce problème.
À la suite du conflit sur le célibat, Orzechowski est privé de toutes ses dignités et biens ecclésiastiques. Il garde seulement sa propriété de Żurawica où le pape l'autorise à célébrer les messes. Orzechowski continue à s'exprimer dans le domaine politique où il défend le statut égalitaire de la noblesse face au monarque. Il est adversaire politique d'Andrzej Frycz Modrzewski et des frères polonais. Après sa reconciliation avec l'Église catholique, il devient un partisan de la Contre-Réforme, sans toutefois abandonner ses positions parfois à l'opposé de celles tenues par l'Église catholique.

## Œuvres

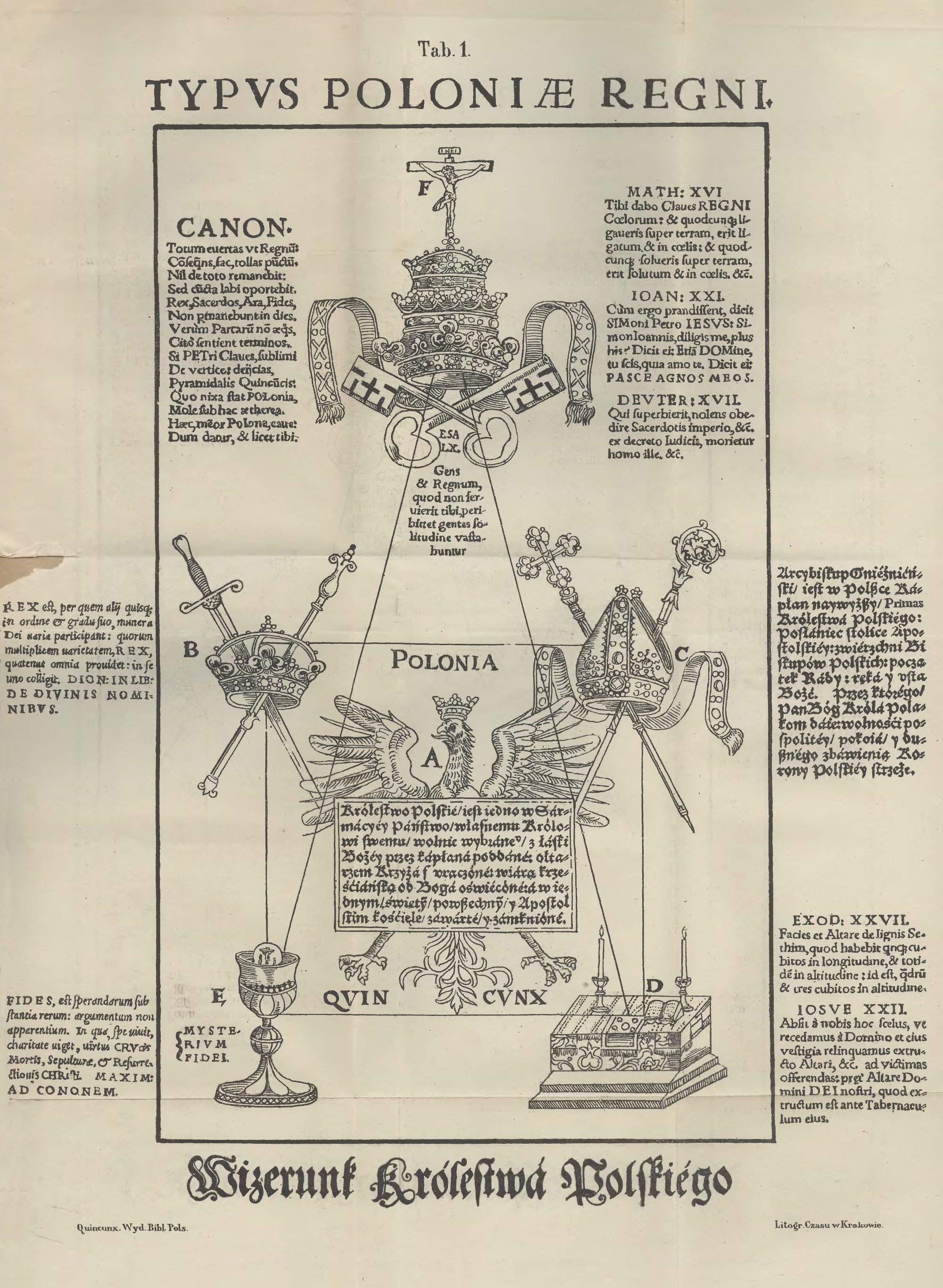
Quincunx (1564)

Sa plus grande œuvre est l'histoire de la Pologne rédigée en latin, Annales de Pologne et des Annales du règne de Zygmunt August (1611). Il est également l'auteur des ouvrages en polonais La vie et la mort de Jan Tarnowski (Żywot i śmierć Jana Tarnowskiego, écrit en 1561 et publié en 1773) et une éloquente Oraison funèbre après la mort du roi.
- De baptismo Christiano contra Lutiieranos baptistas (1558)
- Chimera (1560)
- Fricius, sive de maiestate sedis apostolicae (1562)
- Quincunx (1564)